# Runaway (cântec de OneRepublic)
„Runaway” este o piesă a formației pop americane OneRepublic, lansată ca single prin Mosley și Interscope Records pe 26 mai 2023. O versiune acustică a piesei a fost lansată pe 18 august 2023. Ea este inclusă ca al patrulea single de pe al șaselea album de studio al formației, Artificial Paradise.

## Fundal și compoziție
„Runaway” a fost scrisă de membrii trupei Ryan Tedder și Brent Kutzle, precum și de Ben Samama, Johnny Simpson, Nolan Sipe și Josh Varnadore. De asemenea, a fost produsă de Kutzle, Samama, Loren Ferard și John Nathaniel. Versurile piesei descriu abandonarea temerilor și luptelor pentru a te bucura și a te pierde în lucruri și experiențe noi. În zilele anterioare lansării, trupa a postat teasere pe rețelele sociale pentru a promova piesa.

## Videoclip
Un videoclip muzical pentru „Runaway” a avut premiera pe 26 mai 2023 și a fost regizat de Tomás Whitmore. Videoclipul prezintă membrii trupei relaxându-se, înregistrând și cântând în diferite orașe asiatice precum Manila, Hong Kong, Jakarta, Singapore, Kuala Lumpur, Bangkok, Taipei și Tokyo. Un videoclip de performanță a fost înregistrat și interpretat pe acoperișul Marina Bay Sands⁠(d) din Singapore și lansat pe 20 iulie. Videoclipul muzical pentru versiunea acustică a piesei a fost lansat pe 23 august și prezintă clipuri similare cu originalul.